# Лі Шицзя
Лі Шицзя (кит.: 李诗佳 Li Shijia, нар. 7 жовтня 2003, Сичуань, Китай) — китайська гімнастка. Призерка чемпіонату світу.

## Спортивна кар'єра
Спортивною гімнастикою займається з п'яти років.

#### 2019
На дебютному чемпіонаті світу в Штутгарті, Німеччина, разом з Чен Йілі, Ліу Тіньтінь, Ксі Ксі та Танг Ксіджин в командних змаганнях посіли четверте місце, що стало найгіршим результатом команди з 2003 року, коли збірна Китаю також не потрапила на п'єдестал. В фіналі багатоборства посіла дев'яте місце, а в фіналі вправи на колоді виборола бронзову нагороду.

## Результати на турнірах
| Рік  | Змагання        | КБ | ІБ | Опорний стрибок | Різновисокі бруси | Колода | Вільні вправи |
| ---- | --------------- | -- | -- | --------------- | ----------------- | ------ | ------------- |
| 2019 | Чемпіонат світу | 4  | 9  |                 |                   | 3      |               |
| 2020 | Чемпіонат Китаю | 10 |    |                 |                   |        |               |